# Oscar Slater
Oscar Joseph Slater (8. ledna 1872, Opole, Horní Slezsko, Německé císařství – 31. ledna 1948, Ayr, Skotsko), rodným jménem Oscar Leschziner, byl obětí justičního omylu.
V roce 1908 byl zatčen a následujícího roku odsouzen za vraždu Marion Gilchristové, spáchanou v Glasgowě 21. prosince 1908. I přes důkazy o jeho nevině, které byly zveřejněny (např. sirem Arthurem Conanen Doylem v roce 1912), byl propuštěn z vězení až v roce 1928.